# Orlando Yorio
 (décembre 2016).
Orlando Yorio, né le 20 décembre 1932 à Santos Lugares (dans la banlieue de Buenos Aires en Argentine) et mort le 9 août 2000 à Montevideo (Uruguay) est un religieux jésuite argentin. Il est connu pour avoir survécu à une détention de 5 mois par les escadrons de la mort de la dictature argentine en compagnie d’un autre jésuite, le père Franz Jalics.

## Résumé biographique

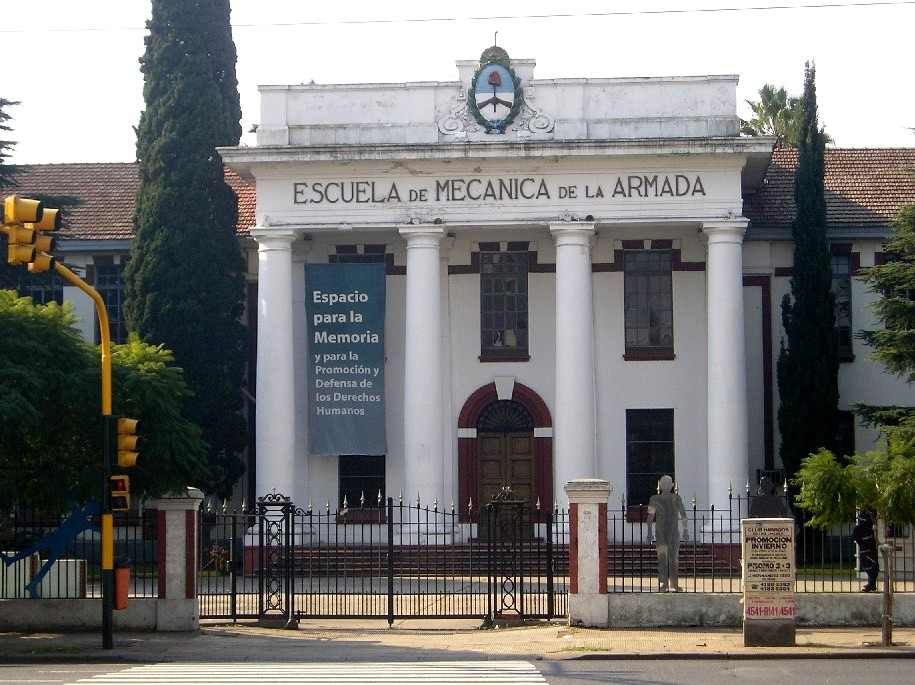
Façade de l’école de mécanique de la Marine, qui fut le lieu de détention de Yorio et Jalics de mai à octobre 1976

Il étudie le droit à l'université de Buenos Aires. En mars 1955 il entame son noviciat à la Compagnie de Jésus. Il est ordonné prêtre le 17 décembre 1966. Il est ensuite professeur et vice-doyen du Collège des Jésuites de Buenos Aires, le Colegio Máximo Centro Loyola de San Miguel. De 1970 à 1976, il partage la vie de communautés intégrées dans les favelas, notamment à partir de 1974 dans celle de Bajo Flores, Buenos Aires. Le 23 mai 1976, il est enlevé avec le père Franz Jalics et détenu pendant 5 mois à l’École de mécanique navale de Buenos Aires. Il réapparait le 24 octobre 1976, près de la ville de Cañuelas. Il part ensuite à Rome pour y étudier le droit canon.
De retour en Argentine, ayant quitté la Compagnie de Jésus, il est nommé curé de la paroisse de Berazategui à Buenos Aires. En 1997, il s'installe à Montevideo et y assure la fonction de curé de la communauté de Sainte Bernadette. Il meurt en 2000 d'une crise cardiaque.